# BIG BANDS
『BIG BANDS』（ビッグ・バンズ）は、2025年7月18日にLabel Vから発売されたWayV（威神V）の7枚目のミニ・アルバム。

## 概要
- 6thミニアルバム『FREQUENCY』以来、約8ヶ月ぶりのカムバック[1]。
- ヤンヤン、ヘンドリー、クン、テン、シャオジュンの5人が参加している。
- タイトル曲「BIG BANDS」の韓国語、中国語バージョンを含む全6曲で構成されている[1]。

## 背景
WayVは前作『FREQUENCY』でiTunesトップアルバムチャート全世界19地域でTOP5、日本のAWAリアルタイム急上昇チャートで1位、韓国地上波の音楽番組で初の1位を獲得し、音楽番組3冠王の活躍を見せた。
7thミニアルバム『BIG BANDS』のリリースに続いて、2025年8月2日より2度目のコンサートツアー「2025 WayV Concert Tour [NO Way OUT]」を開催し、ソウル、深圳、南京、名古屋、大阪、横浜、福岡、杭州、上海、成都、台北、香港、バンコク、北京など、アジア全14地域をツアーする予定である。

## プロモーション

### 予告編
- 7月8日、コンセプトフォトとムードフィルムを公開した[2]。
特別な能力を隠して日常を生きていくクルーの姿に変身したメンバーの自由でクールな雰囲気が盛り込まれている[2]。
- 7月9日、ティーザーイメージとムードフィルムを公開した[3]。
特別な能力を持つクルーとなったメンバーたちが雄壮でありながらも圧倒的な雰囲気を醸し出す空間に集まり、隠されていたアイデンティティを現す姿が収められている[3]。
- 7月11日より、トレーラー映像を公開した[4]。
個人バージョン「Tune the Band」とグループバージョン「Tune the BIG BANDS」に分けて計6本の映像を披露した[4]。
「Tune the Band」では、周りの人々とは少し違った考えを持つキャラクターに変身したメンバーたちの姿が収められている[4]。
自信を高める授業で堂々と石を振り上げて講義するシャオジュン、ヘッドフォンを着用したまま見たことのない組み合わせの料理を作るシェフのクン、決まった枠から出て試合を繰り広げる囲碁棋士のテン、腕相撲大会で運動器具を使って芸術作品を完成させトロフィーを手にするヘンドリー、シンプルなヘアカットを求める客に華やかでユニークなヘアスタイルを完成させる美容師ヤンヤンのストーリーをウィットに富んで描いている[4]。
「Tune the BIG BANDS」では、中華料理店に集まって座ったメンバーたちが、突然空間が揺れた後に奇妙な現象が起きても驚かずに余裕のある様子を見せる[4]。ヤンヤンが連続でフォーチュン・クッキーを割りながら、今後の出来事を予告する意味深なメッセージが点滅する場面で終わるというストーリー[4]。
トレーラー映像では、ギター、ベース、ドラム、弦楽器、管楽器など、タイトル曲「BIG BANDS」に活用された多様な楽器のサウンドをバックミュージックとして使用されており、タイトル曲「BIG BANDS」のイントロ部分を先行公開する新曲スポイラーも含まれている[4]。

### ミュージックビデオ
- 7月18日、タイトル曲「BIG BANDS」のミュージックビデオを公開した。
WayVが世界を「リデザイン（Redesign）」するというコンセプトで、メンバーがそれぞれの個性あふれるキャラクターとして、世界を新しく変えていく過程を多彩な視覚効果で描いている[5]。36人のダンサーと共に繰り広げるダイナミックな大人数パフォーマンスも見どころである[5]。

## 収録曲
1. BIG BANDS [2:58]
  - 作詞：潘彦廷 (YTP)
  - 作曲：David Wilson、Will Jay、Tony Ferrari、Jesse Blum
  - 編曲：dwilly、Jesse Blum

華やかな金管楽器とリズミカルなリズムセクションにジャズの要素を加え、雄大なビッグバンド・サウンドを連想させるアップビートなダンスナンバー[2]。
強烈なグルーヴと中毒性のあるチャントが印象的で「ビッグバンドのように大きな響きで、あなたの魂まで動かす」というメッセージの歌詞で、WayVの自信と圧倒的なエネルギーを伝えている[2]。
2. Ice Tea [3:07]
  - 作詞：Willie Weeks、Ryan Curtis、Maria Marcus
  - 作曲：RYAN JHUN、Willie Weeks、Ryan Curtis、Maria Marcus
  - 編曲：RYAN JHUN、Willie Weeks

強烈なコーラスパートと活気のある雰囲気がユニークなバイブを生み出している英語曲[3]。
3. WOAH（燃点） [2:40]
  - 作詞：潘彦廷 (YTP)
  - 作曲：Hayden Chapman、Greg Bonnick、Adrian Mckinnon、Justin Starling
  - 編曲：LDN Noise、H33RA

WayVのメンバーたちがステージ上で熱いエネルギーと情熱的なパフォーマンスを披露した瞬間を表現した90年代感性のヒップホップトラック[3]。
4. Sad Eyes（泪眼） [2:43]
  - 作詞：王靖云 (Jenny Wang)
  - 作曲：Wyatt Sanders、Lita Caputo、Jean Castells、Foster Pace、John Flynn
  - 編曲：Wyatt Sanders、Jean Castel、Foster Pace、John Flynn

別れの痛みと相手への切ない思いを繊細に表現した歌詞と、メンバーたちの歌声が深い余韻を残すミディアムテンポのポップ曲[3]。
5. Your Song（你的歌） [3:25]
  - 作詞：王靖云 (Jenny Wang)、KUN
  - 作曲：KENZIE、Andrew Choi、Bobii Lewis、Ronny Svendsen、Adrian Thesen
  - 編曲：KENZIE、Ronny Svendsen、Pizzapunk

リズミカルなグルーヴとアコースティックギターが調和した楽曲[3]。
歌詞には、暗闇の中でもお互いの明るい光となり、同じ夢に向かって走っていこうというメッセージが込められている[3]。WayVに初の音楽番組1位をもたらした「Give Me That」を手がけたヒットメーカーKENZIEが作曲に、メンバーのクンが作詞に参加し、温かい感性を加えている[3]。
6. BIG BANDS (Korean Ver.) [2:58]
  - 作詞：우탄
  - 作曲：David Wilson、Will Jay、Tony Ferrari、Jesse Blum
  - 編曲：dwilly、Jesse Blum

タイトル曲「BIG BANDS」の韓国語バージョン。